# Кільця екзопланет

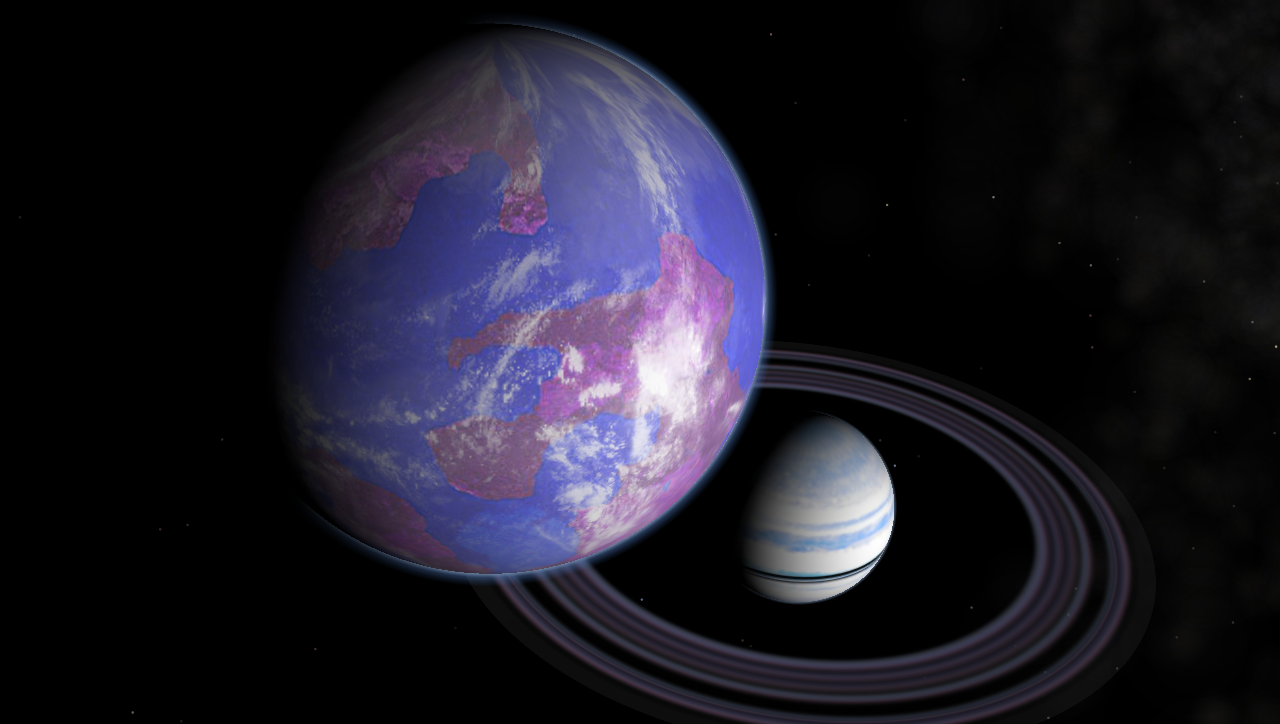
Система кілець навколо Сатурноподібної планети в поданні художника.

Кільця екзопланет — це утворення навколо екзопланет, що подібні кільцям планет нашої Сонячної системи. Кільця у інших планет за межами Сонячної системи виявити досить складно, однак на думку вчених чутливість телескопа Кеплер достатня для виявлення кілець у екзопланет.

## Відкриття кілець
Вперше про виявлення кілець навколо екзопланети було оголошено вченими на конференції Американського астрономічного товариства в Остіні. Автори дослідження вивчали інформацію, отриману в результаті роботи проектів SuperWASP і ASAS, і прийшли до висновку, що у зірки 1SWASP J140747.93-394542.6 знаходиться планета, подібна Сатурну, з системою пилових кілець. 
В статті автора дослідження Matthew S. Tiscareno відзначено, що спостережувані зміни яскравості зірки 1SWASP J140747.93-394542.6 можуть бути пояснені наявністю кілець у екзопланети, хоча він не виключає можливості пояснення змін яскравості впливом іншої зірки-супутника.